# První vláda Goldy Meirové
První vláda Goldy Meirové byla sestavena Goldou Meirovou 17. března 1969 po smrti premiéra Leviho Eškola 26. února. Její koalice zahrnovala Ma'arach (aliance Strany práce a Mapamu), Gachal, Národní náboženskou stranu, Nezávislé liberály, Po'alej Agudat Jisra'el, Pokrok a rozvoj a Šituf ve-achva. Jedinou změnou oproti předchozí vládě bylo zrušení postu ministra informací, místo něhož se dosavadní ministr Jisra'el Galili stal ministrem bez portfeje.
Tato vláda působila až do 15. prosince 1969, kdy Meirová sestavila novou vládu, která vzešla z říjnových voleb.

## Členové vlády
| Vláda                                | Vláda                                 | Vláda                     |
| Úřad                                 | Člen vlády                            | Politická strana          |
| ------------------------------------ | ------------------------------------- | ------------------------- |
| Předsedkyně vlády                    | Golda Meirová                         | Ma'arach                  |
| Místopředseda vlády                  | Jig'al Alon                           | Ma'arach                  |
| Ministr zemědělství                  | Chajim Gvati                          | Nebyl členem Knesetu      |
| Ministr obrany                       | Moše Dajan                            | Ma'arach                  |
| Ministr rozvoje                      | Moše Kol                              | Nebyl členem Knesetu      |
| Ministr školství a kultury           | Zalman Aran                           | Ma'arach                  |
| Ministr financí                      | Ze'ev Šerf                            | Ma'arach                  |
| Ministr zahraničních věcí            | Abba Eban                             | Ma'arach                  |
| Ministr zdravotnictví                | Jisra'el Barzilaj                     | Nebyl členem Knesetu      |
| Ministr bydlení                      | Mordechaj Bentov                      | Nebyl členem Knesetu      |
| Ministr absorpce imigrantů           | Jig'al Alon                           | Ma'arach                  |
| Ministr vnitra                       | Chajim-Moše Šapira                    | Národní náboženská strana |
| Ministr spravedlnosti                | Ja'akov Šimšon Šapira                 | Nebyl členem Knesetu      |
| Ministr práce                        | Josef Almogi                          | Ma'arach                  |
| Ministr policie                      | Elijahu Sason                         | Ma'arach                  |
| Ministr pro poštovní služby          | Jisra'el Ješa'jahu                    | Ma'arach                  |
| Ministr náboženství                  | Zerach Warhaftig                      | Národní náboženská strana |
| Ministr turismu                      | Moše Kol                              | Nebyl členem Knesetu      |
| Ministr obchodu a průmyslu           | Ze'ev Šerf                            | Ma'arach                  |
| Ministr dopravy                      | Moše Karmel                           | Nebyl členem Knesetu      |
| Ministr sociální péče                | Josef Burg                            | Národní náboženská strana |
| Ministr bez portfeje                 | Jisra'el Galili                       | Ma'arach                  |
| Ministr bez portfeje                 | Menachem Begin                        | Gachal                    |
| Ministr bez portfeje                 | Josef Sapir                           | Gachal                    |
| Ministr bez portfeje                 | Pinchas Sapir                         | Ma'arach                  |
| Náměstek ministra zemědělství        | Aharon Uzan (do 17. listopadu 1969)   | Ma'arach                  |
| Náměstek ministra rozvoje            | Jehuda Ša'ari                         | Nezávislí liberálové      |
| Náměstek ministra školství a kultury | Kalman Kahana                         | Po'alej Agudat Jisra'el   |
| Náměstek ministra školství a kultury | Aharon Jadlin (do 17. listopadu 1969) | Ma'arach                  |
| Náměstek ministra financí            | Cvi Dinstein                          | Ma'arach                  |
| Náměstek ministra absorpce imigrantů | Arje Eli'av                           | Ma'arach                  |
| Náměstek ministra vnitra             | Šlomo Jisra'el Ben Me'ir              | Národní náboženská strana |
| Náměstek ministra náboženství        | Binjamin Šachor                       | Národní náboženská strana |